# 玛丽亚·马尔默·斯蒂纳加德
埃娃·玛丽亚·路易丝·马尔默·斯蒂纳加德（瑞典語：Eva Maria Louise Malmer Stenergard，1981年3月23日—），瑞典政治家，法学家。
斯蒂纳加德曾于2022年至2024年担任瑞典移民大臣。2024年9月10日，斯蒂纳加德上任克里斯特松内阁外交大臣。